# Relațiile externe ale Chinei
Relațiile externe ale Chinei sunt marcate de resentimente profunde la adresa Occidentului, acestea fiind provocate de propaganda comunistă a autorităților. De asemenea există dispute privind suveranitatea Taiwan-ului, precum și dispute asupra frontierelor cu India și Japonia.
Totuși, în secolul 21, China a devenit a doua cea mai mare economie a lumii, fiind o putere, în ceea ce privește relațiile economice, și este tot mai influentă în Asia și Africa.
China este o putere în plan internațional și este în pragul atingerii statutului de superputere, astfel că politica externă a acestui stat și perspectiva strategică este foarte influentă.
China declară oficial că dorește să ducă o politică externă independentă pentru page.
Scopul fundamental al acestei politici este să păstreze independența Chinei, suveranitatea și integritatea teritorială, să creeze un cadru internațional favorabil pentru reformele chineze și să se deschidă spre reformă și construcție, menținând pacea la nivel internațional și dezvoltarea comună.

## Comerțul exterior
În 2013, China a devenit cel mai mare importator și exportator de bunuri la nivel mondial, depășind pentru prima dată SUA, cu schimburi comerciale de peste 4.000 de miliarde de dolari.
Astfel, pentru anul 2013, exporturile Chinei au crescut cu 7,9%, la 2.210 miliarde de dolari, iar importurile au urcat cu 7,3%, la 1.950 miliarde de dolari.
China a revendicat încă din 2012 titlul de cel mai mare exportator de bunuri la nivel mondial și a fost al doilea mare importator după SUA.

## Relațiile cu Statele Unite ale Americii
În 2009, China a exportat în SUA bunuri în valoare de 269,4 miliarde de dolari, și au importat bunuri în valoare de 69,6 miliarde dolari.

## Relațiile cu Uniunea Europeană
În 2009, China a exportat în UE bunuri în valoare de 214,7 miliarde de euro, și au importat bunuri în valoare de 81,7 miliarde euro.
În prezent (2014), Uniunea Europeană  este a cincea sursă de import de produse agricole și alimentare pentru piața chineză și a treia piață de export pentru produsele agricole și agroalimentare din China.
În ultimii ani, comerțul cu produse agroalimentare UE-China a devenit din ce în ce mai important, ambele părți fiind interesate de o strânsă cooperare în domeniul agriculturii și dezvoltării rurale.